# خطوط ويكهام

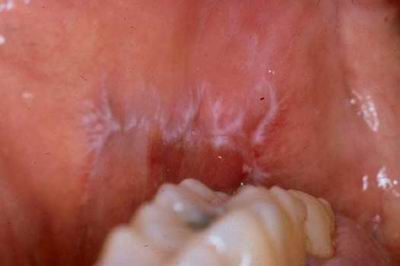
خطوط ويكهام

خطوط ويكهام أو خطوط ويكمان (بالإنجليزية: Wickham striae)‏ هيَ خطوط بيضاء تَظهر في حطاطات الحزاز المسطح وفي الجلادات خصوصاً في غشاء الفم المُخاطي. يُظهر المقياس العياني وجود فرط التحبب. تمت تسمية هذه الخطوط نسبةً إلى الطبيب الفرنسي لويس فريدريك ويكهام.

## روابط خارجية
- صورة من طبيب العائلة الأمريكية